# Henri de Catt

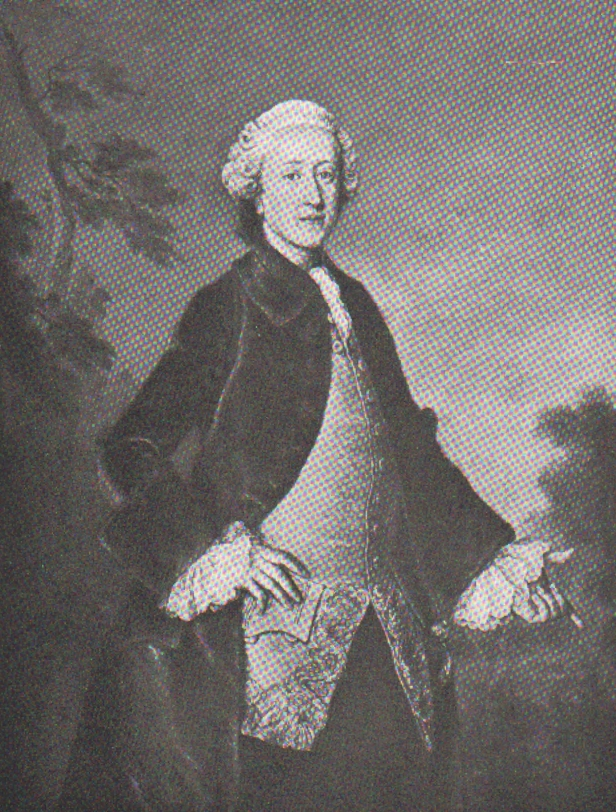
Catt. Gemälde von Joachim Martin Falbe

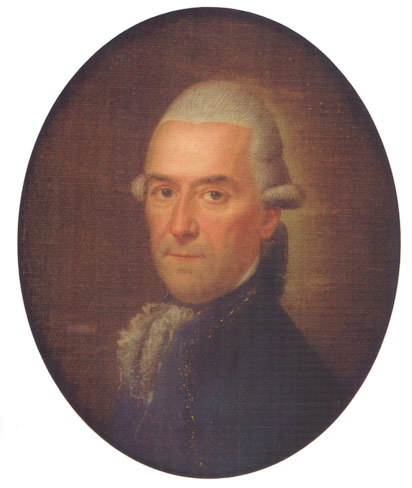
Catt. Gemälde von Paul Joseph Bardou

Henri Alexandre de Catt (* 25. Juni 1725 in Morges; † 23. November 1795 in Potsdam) war ein schweizerischer Gelehrter und seit 1758 Privatsekretär und enger Vertrauter von Friedrich II. von Preußen.

## Abstammung, Ehe und Familie
Catt wurde geboren als Sohn des Händlers und Confiseurs Henri de Catt und seiner Frau Susanne Bouvier.
Er heiratete 1762 Anna Ulrica Kühn, die Tochter des preußischen Kommerzienrats und Konsuls in Petersburg Ulrich Kühn (1690–1757) und seiner Ehefrau Charlotte Jassoy (1700–1773).
Ihre Schwester Hedwig Charlotte Kühn ( –1817) hatte 1761 den späteren bedeutenden preußischen Finanzbeamten Pierre Jérémie Hainchelin (1727–1787) geheiratet, den de Catt wohl bei seiner Tätigkeit bei dem preußischen König kennen gelernt hatte.

## Ausbildung
De Catt studierte Philosophie und Theologie in Lausanne, Genf und Utrecht. 1748 wurde ihm in Lausanne die Konsekration verweigert. Ab 1750 war er in Holland als Erzieher eines Bruders von Isabelle de Charrière tätig. 1755 korrespondierte er mit Laurent Angliviel de La Beaumelle.

## Berufliche Tätigkeit
Friedrich der Große bereiste im Juni 1755 incognito Holland, wobei er unter anderem Gespräche mit dem Bankier Isaac de Pinto führte. Während einer Fahrt nach Utrecht begegnete er de Catt auf einem Schiff und kam mit ihm ins Gespräch. Friedrich war so beeindruckt von de Catt, dass er diesen sechs Wochen später einlud, in seine Dienste zu treten.
De Catt trat sein Amt als „Vorleser“ 1758 an. Von März 1758 bis Juli 1760 schrieb de Catt täglich eine kurze Zusammenfassung seiner philosophischen, politischen und literarischen Gespräche mit dem König und hatte diese Position bis 1780 inne, als er in Ungnade fiel. De Catt wurde berühmt als dessen „Vorleser“. Dabei las de Catt Friedrich nicht wirklich vor, sondern hatte im Wesentlichen die Aufgabe, Aussprache und schriftliche Äußerungen des Monarchen im Französischen – der von Friedrich bevorzugten Umgangssprache – zu korrigieren. De Catt verfasste während dieser Zeit ein Tagebuch, auf dessen Schilderungen bis heute zahlreiche Episoden und Aussprüche Friedrichs beruhen.
Am Hofe Friedrichs des Großen lernte de Catt auch seinen späteren Schwager Pierre Jérémie Hainchelin (1727–1787) kennen. Hainchelin war bis 1758 Sekretär des Prinzen von Preußen August Wilhelm von Preußen (1722–1758), der als Bruder für den kinderlosen König Friedrich der Große als Thronfolger bestimmt war. Prinz August Wilhelm starb 1758 an Körper und Seele gebrochen, als es nach der verlorenen Schlacht von Kolín im Siebenjährigen Krieg zwischen den Brüdern zu einem Zerwürfnis gekommen war. Catt schildert in seiner Schrift über seine Gespräche mit Friedrich dem Großen dessen Aussage, wenn sein Bruder in Oranienburg nur seinen Adjutanten Hagen, seinen Sekretär Hainchelin und ein paar ebenso ehrliche Leute um sich gehabt wie diese, so wäre sein Leben ruhiger und seine Gesinnung nicht so feindlich gegen ihn gewesen
Seit 1760 war de Catt nach Ernennung durch den König Mitglied der Preußischen Akademie der Wissenschaften. Ab 1770 wirke er als Vikar des Kapitels St. Peter und Paul in Halberstadt.
1789 ernannte ihn der König Friedrich Wilhelm II. zum Kantor der Stiftskirche St. Sebastian in Magdeburg.
In seinen letzten Lebensjahren war er erblindet.

## Werke

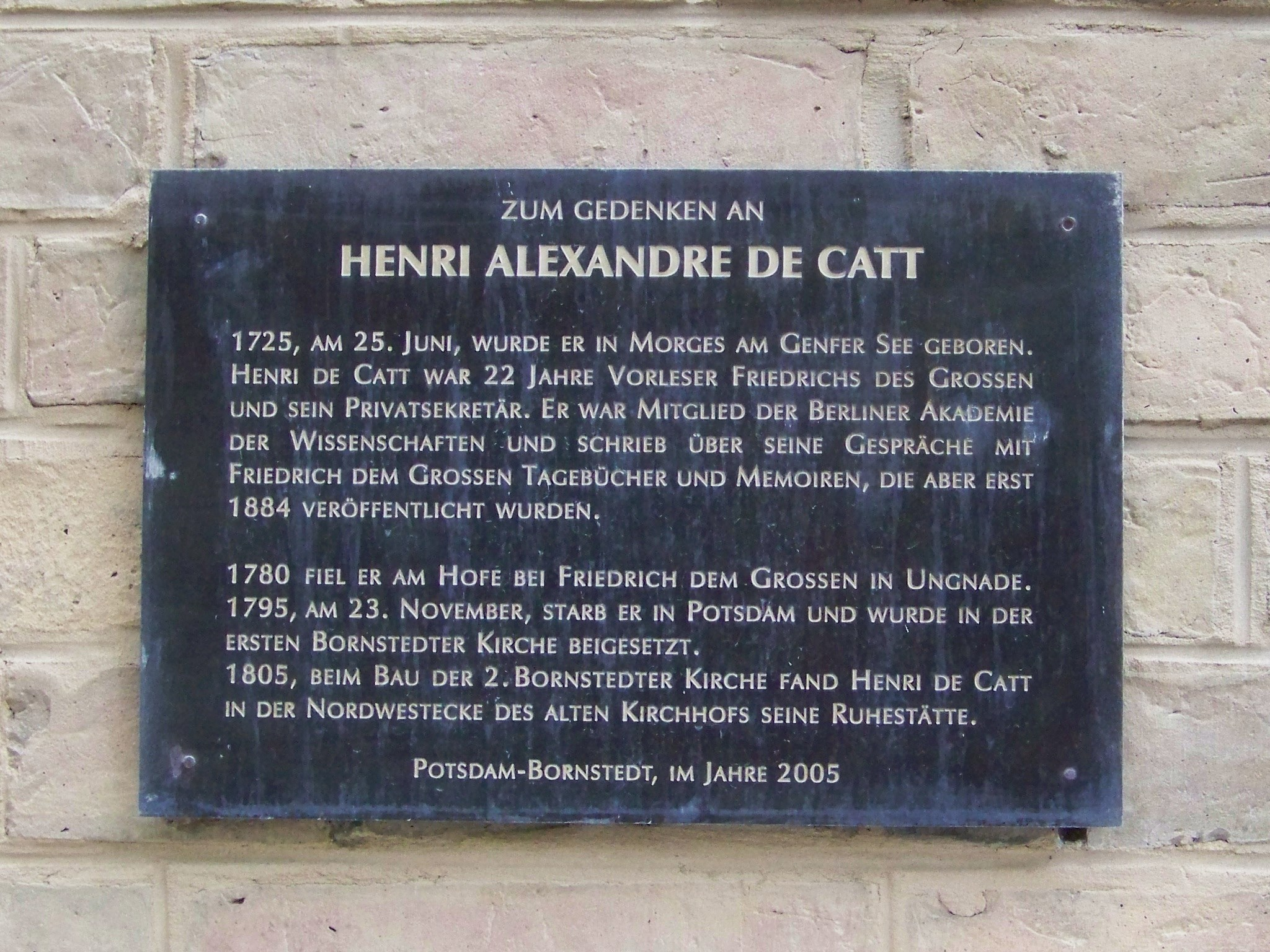
Gedenktafel für Catt am Glockenturm der Bornstedter Kirche

- Reinhold Koser (Hrsg.): Unterhaltungen mit Friedrich dem Großen. Memoiren und Tagebücher von Heinrich de Catt. 1884. (Nachdruck: Zeller, Osnabrück 1965)
- Friedrich der Große. Gespräche mit Henri de Catt. dtv bibliothek, München 1981, ISBN 3-423-06115-4.